# Listă de localități din cantonul Schaffhausen
În anul 2009 cantonul Schaffhausen are 27 de comune.
| Stema                  | Numele comunei         | Locuitori 31 decembrie 2008 | Suprafața in km² | Locuitori/ km² |
| ---------------------- | ---------------------- | --------------------------- | ---------------- | -------------- |
| Bargen                 | Bargen (SH)            | 253                         | 8.27             | 31             |
| Beggingen              | Beggingen              | 518                         | 12.58            | 41             |
| Beringen               | Beringen               | 3374                        | 14.19            | 238            |
| Buch                   | Buch (SH)              | 296                         | 3.80             | 78             |
| Buchberg               | Buchberg               | 812                         | 6.04             | 134            |
| Büttenhardt            | Büttenhardt            | 350                         | 4.00             | 88             |
| Dörflingen             | Dörflingen             | 780                         | 5.82             | 134            |
| Gächlingen             | Gächlingen             | 766                         | 7.13             | 107            |
| Guntmadingen           | Guntmadingen           | 248                         | 4.49             | 55             |
| Hallau                 | Hallau                 | 2013                        | 15.32            | 131            |
| Hemishofen             | Hemishofen             | 414                         | 7.88             | 53             |
| Lohn                   | Lohn (SH)              | 644                         | 4.87             | 132            |
| Löhningen              | Löhningen              | 1205                        | 6.83             | 176            |
| Merishausen            | Merishausen            | 765                         | 17.57            | 44             |
| Neuhausen am Rheinfall | Neuhausen am Rheinfall | 10'098                      | 7.98             | 1265           |
| Neunkirch              | Neunkirch              | 1852                        | 17.91            | 103            |
| Oberhallau             | Oberhallau             | 425                         | 6.04             | 70             |
| Ramsen                 | Ramsen                 | 1308                        | 13.50            | 97             |
| Rüdlingen              | Rüdlingen              | 666                         | 5.49             | 121            |
| Schaffhausen           | Schaffhausen           | 34'630                      | 41.78            | 829            |
| Schleitheim            | Schleitheim            | 1666                        | 21.63            | 77             |
| Siblingen              | Siblingen              | 740                         | 9.42             | 79             |
| Stein am Rhein         | Stein am Rhein         | 3182                        | 6.06             | 525            |
| Stetten                | Stetten (SH)           | 1089                        | 4.73             | 230            |
| Thayngen               | Thayngen               | 4933                        | 19.92            | 248            |
| Trasadingen            | Trasadingen            | 586                         | 4.14             | 142            |
| Wilchingen             | Wilchingen             | 1690                        | 21.10            | 80             |